# Saint-Vrain (Essonne)
Saint-Vrain è un comune francese di 2 815 abitanti situato nel dipartimento dell'Essonne nella regione dell'Île-de-France.

## Società

### Evoluzione demografica
Abitanti censiti